# 波季爾 (大巴加奇卡區)
49°39′58″N 33°54′2″E / 49.66611°N 33.90056°E
波迪爾（烏克蘭語：Поділ）是位於烏克蘭中部的村莊，由波爾塔瓦州米爾霍羅德區的比洛采爾基夫卡市鎮負責管轄。該村距離科諾皮良卡1.5公里，面積1.2平方公里，2001年人口665。